# WC (rappeur)
Pour les articles homonymes, voir William Calhoun (homonymie), Calhoun et WC.
WC (prononcé Dub-C), de son vrai nom William L. Calhoun, Jr., né le 3 février 1970 à Houston, dans le Texas, est un rappeur et acteur américain. Il est également originaire de Westmont, en Californie. Il lance sa carrière musicale au sein des groupes Low Profile et The Maad Circle, avant de devenir l'un des membres du célèbre trio Westside Connection. Son premier album solo, The Shadiest One, suit en 1998, et atteint le top 20 à sa première semaine de publication.

## Biographie

### Jeunesse et débuts
William est né à Houston, dans le Texas, et emménage plus tard à Los Angeles. Il réside plus tard à Westmont, en Californie. Il est surnommé « The Killa » en référence à une accusation de meurtre pesant sur lui depuis 1993. Le rappeur est accusé d'avoir tué un homme originaire de la côte Est des États-Unis à la sortie d'un club de la ville de Long Beach (voir Rivalité East Coast/West Coast). Il est un membre inactif (n'agit plus, mais garde des relations) des 111 NeighBorHood Crips, un gang affilié aux célèbres Crips.[réf. nécessaire]
WC lance sa carrière musicale au début des années 1990 avec les groupes Low Profile et The Maad Circle, avant de devenir l'un des membres du célèbre trio Westside Connection. Avec Low Profile, aux côtés de DJ Aladdin, il publie un unique album intitulé We're in This Thing Together le 25 janvier 1990, qui atteindra la 66e place des Billboard RnB Albums. L'année suivante, au sein de The Maad Circle, il publie Ain't a Damn Thang Changed le 17 septembre 1991 au label Priority Records,, et le 3 octobre 1995 qui atteint la 85e place du Billboard 200. Au sein du groupe The Maad Circle, il compte plusieurs singles à succès comme Dress Code (1991), West Up! (1995), et One (1996).
En 1996, il forme le trio Westside Connection aux côtés des rappeurs Ice Cube et de Mack 10, originaire de Los Angeles, avec qui il publie l'album Bow Down le 22 octobre la même année au label Priority qui atteint la deuxième place des classements et est certifié disque d'or. Avant cette sortie, le trio publie le single homonyme en septembre 1990, qui atteint la 21e place des classements. Leur deuxième album, Terrorist Threats le 9 décembre 2003, toujours au label Priority. À l'instar d'Ice Cube, Snoop Dogg, Xzibit ou d'autres rappeurs ayant été membres des Crips, WC est un adepte du C-Walk. Il entame volontiers quelques pas de danse sur certains titres qu'il apprécie, comme Hoo Bangin de son ami Mack 10.

### Carrière solo
WC lance sa carrière musicale solo avec la publication de son premier album, The Shadiest One le 17 mars 1998,. L'album atteint la 19e place du Billboard 200 dès sa première semaine de publication,. Il contient des singles à succès modéré RnB comme Better Days et Just Clownin'. Il suit d'un deuxième album solo, Ghetto Heisman le 12 novembre 2002 qui atteint la 46e place du Billboard 200. En 2005, il publie son troisième album solo, West Side Heavy Hitter, suivi par Guilty By Affiliation le 14 août 2007 au label Lench Mob Records.
En 2011, WC annonce un nouvel album, après quatre ans d'inactivité, Revenge of the Barracuda. En 2012, WC participe au single Can't Hold Me avec Necro et Big Dave.

## Discographie

### Albums studio
- 1998 : The Shadiest One
- 2002 : Ghetto Heisman
- 2005 : West Side Heavy Hitter
- 2007 : Guilty By Affiliation
- 2011 : Revenge of the Barracuda

### Albums collaboratifs
- 1989 : We're in This Together (avec Low Profile)
- 1991 : Ain't a Damn Thang Changed (avec The Maad Circle)
- 1995 : Curb Servin' (avec The Maad Circle)
- 1996 : Bow Down (avec Westside Connection)
- 2003 : Terrorist Threats (avec Westside Connection)
- 2013 : West Coast Gangsta Sh*t (avec Daz Dillinger)

### Mixtapes
- 2005 : West Side Heavy Hitter

### EPs
- 2010 : That's What I'm Talking About EP

## Filmographie
- 1995 : Friday
- 1996 : Le Prix à payer (Set If Off)
- 1999 : Le Pacte des caïds (Thicker Than Water)
- 2001 : Air Rage
- 2002 : White Boy
- 2002 : Stranded
- 2003 : Bandana Swangin - All That Glitters Ain't Gold
- 2004 : One on One (série TV) (saison 3 épisode 21)
- 2005 : Cuts (série TV) (saison 1 épisode 9)
- 2006 : It Ain't Easy
- 2006 : Belly 2: Millionaire Boyz Club